# Oświęcim
Pour le village dans la voïvodie de Grande-Pologne, voir Oświęcim (Grande-Pologne).
Pour les articles homonymes, voir Auschwitz (homonymie).
Oświęcim (Oświęcim, prononcé en polonais : [ɔˈɕfʲjɛ̃ɲt͡ɕĩm]  ;  en yiddish : אשפעצין, Oshpitizin ; en allemand : Auschwitz) est une ville du sud de la Pologne d'environ 35 500 habitants et située à environ 60 km à l'ouest de Cracovie, dans la voïvodie de Petite-Pologne, près de sa frontière avec la Silésie.
Oświęcim est une ville de 800 ans d'histoire, située sur une escarpe haute au bord de la rivière Sola, un affluent de la Vistule. Cependant, c'est le nom allemand Auschwitz donné à la ville par les nazis en 1940 qui la marque à jamais car elle est devenue après la Seconde Guerre mondiale synonyme de la barbarie nazie. C'est à Oświęcim et dans le village voisin de Brzezinka (Birkenau en allemand) que les Allemands ont construit en juin 1940 le camp d'extermination d'Auschwitz-Birkenau où périrent plus d'un million de personnes, principalement des Juifs.

## Histoire

### Moyen Âge & Renaissance

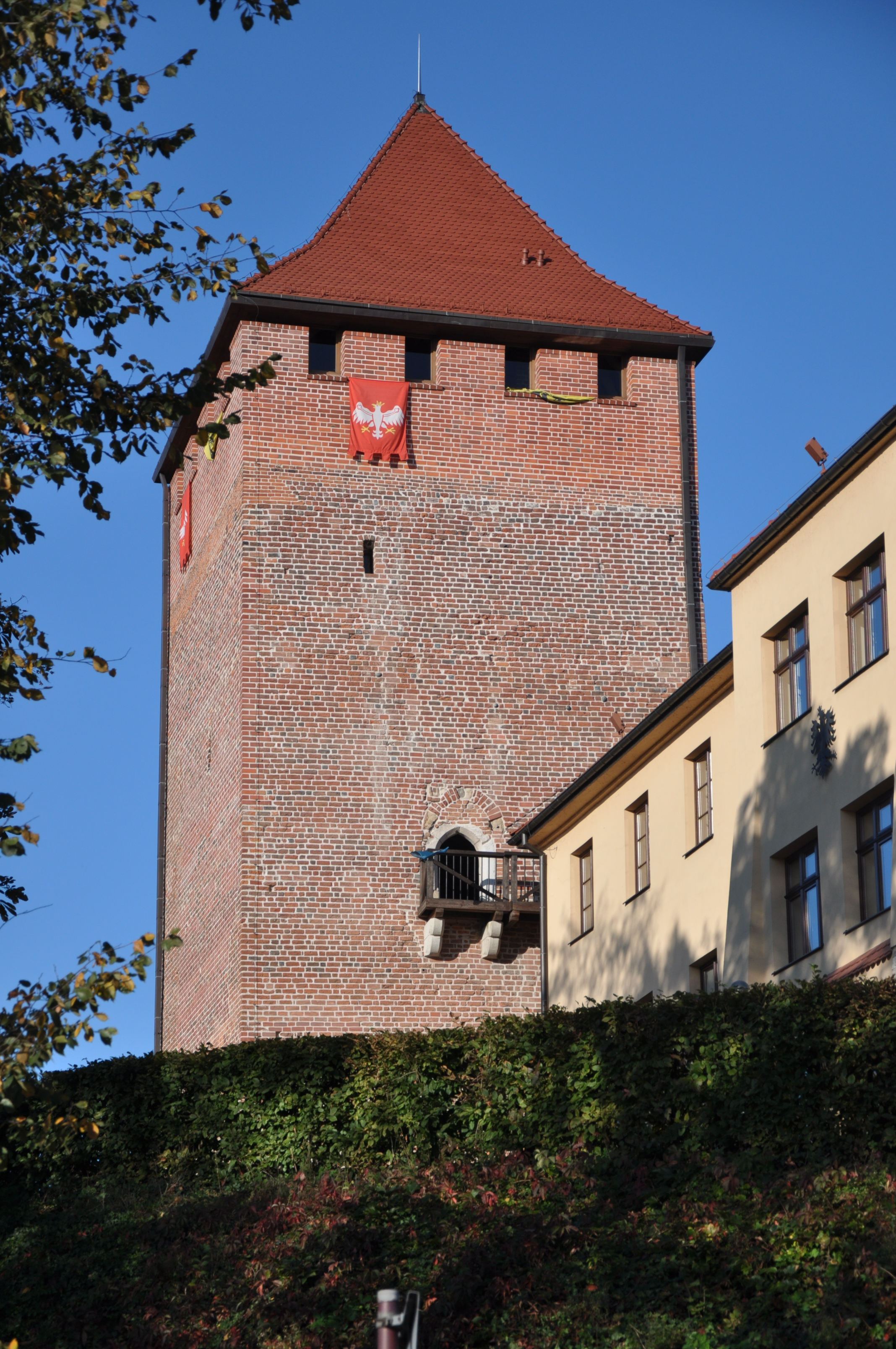
Château d'Oświęcim

Oświęcim est l'une des plus anciennes castellanie de Pologne. La première mention documentée de la ville date de 1117. En 1179, à l'époque de la désintégration de la souveraineté de l'État sur les duchés héréditaires des princes polonais, le duc Casimir II le Juste redistribue des terres pour apaiser des conflits internes du royaume et cède la ville au duc silésien Mieszko Ier Jambes Mêlées.  Vers 1270, la localité reçoit le droit urbain. En 1315, la ville devient la capitale d’un état indépendant - du duché d'Oświęcim (duché d'Auschwitz). Pendant une longue période, Oświęcim est une pomme de discorde entre souverains polonais et tchèques pour qui les mines de sel locales constituent une importante source de richesses. En 1327, le duc Jean Ier le Scolastique se reconnaît vassal du royaume de Bohême. Ce n’est qu’en 1457 que le duché d'Oświęcim (duché d'Auschwitz) est racheté par le roi Casimir IV Jagellon à Jean IV, le dernier duc Oświęcim (Auschwitz), et rattaché de nouveau à la Pologne. 

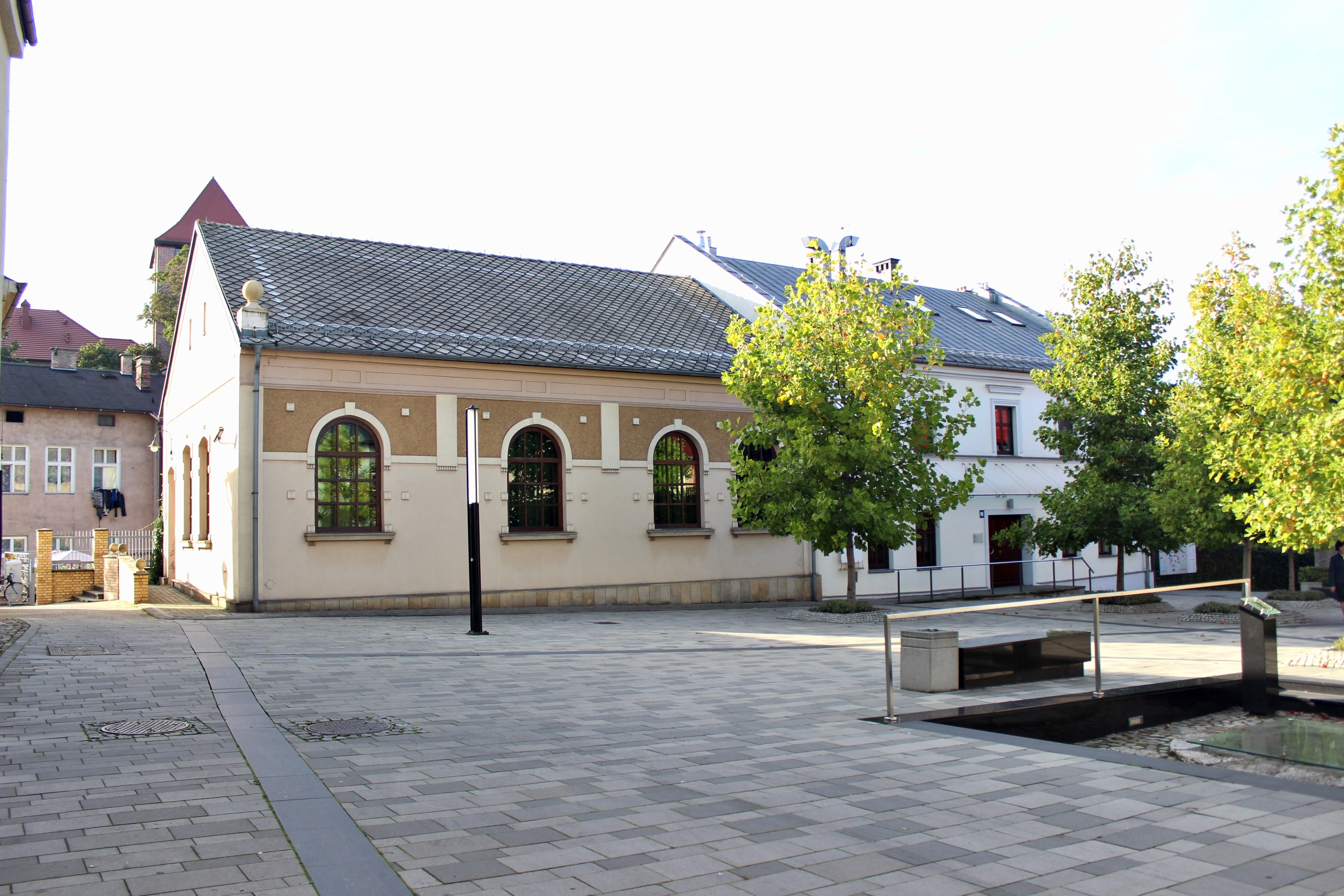
Synagogue Chewra Lomdej Misznajot à Oświęcim, la seule maison de prière juive qui n'a pas été entièrement détruite par les Allemands

Au milieu du XVIe siècle, les Juifs commencent à s’installer en ville et y construisent rapidement leur première synagogue. À la veille de la Seconde Guerre mondiale, ils constituent la moitié des habitants de la ville. À cette même époque Renaissance, Oświęcim devient également un des principaux centres protestant de Pologne. Le poète Łukasz Górnicki y voit le jour en 1527. 
La ville est pillée et détruite par les Suédois en 1655, pendant l'invasion restée dans l'histoire polonaise sous le nom de Déluge.

### De 1772 à 1918
À la suite des partages de la Pologne au XVIIIe siècle, Oświęcim se retrouve en Empire Austro-Hongrois des Habsbourg, comme partie du nouveau royaume de Galicie et de Lodomérie. C'est désormais une ville frontière - marquée par la Vistule - entre la Galicie et la Prusse. Oświęcim (Auschwitz) n'est pas éloignée de la frontière avec le royaume de Pologne sous l'occupation de l'Empire russe. Ainsi, à quelques km au nord de Oświęcim (Auschwitz), à Myslowice, se situe le fameux triangle des trois empereurs, point d'intersection des trois empires : allemand, austro-hongrois et russe.

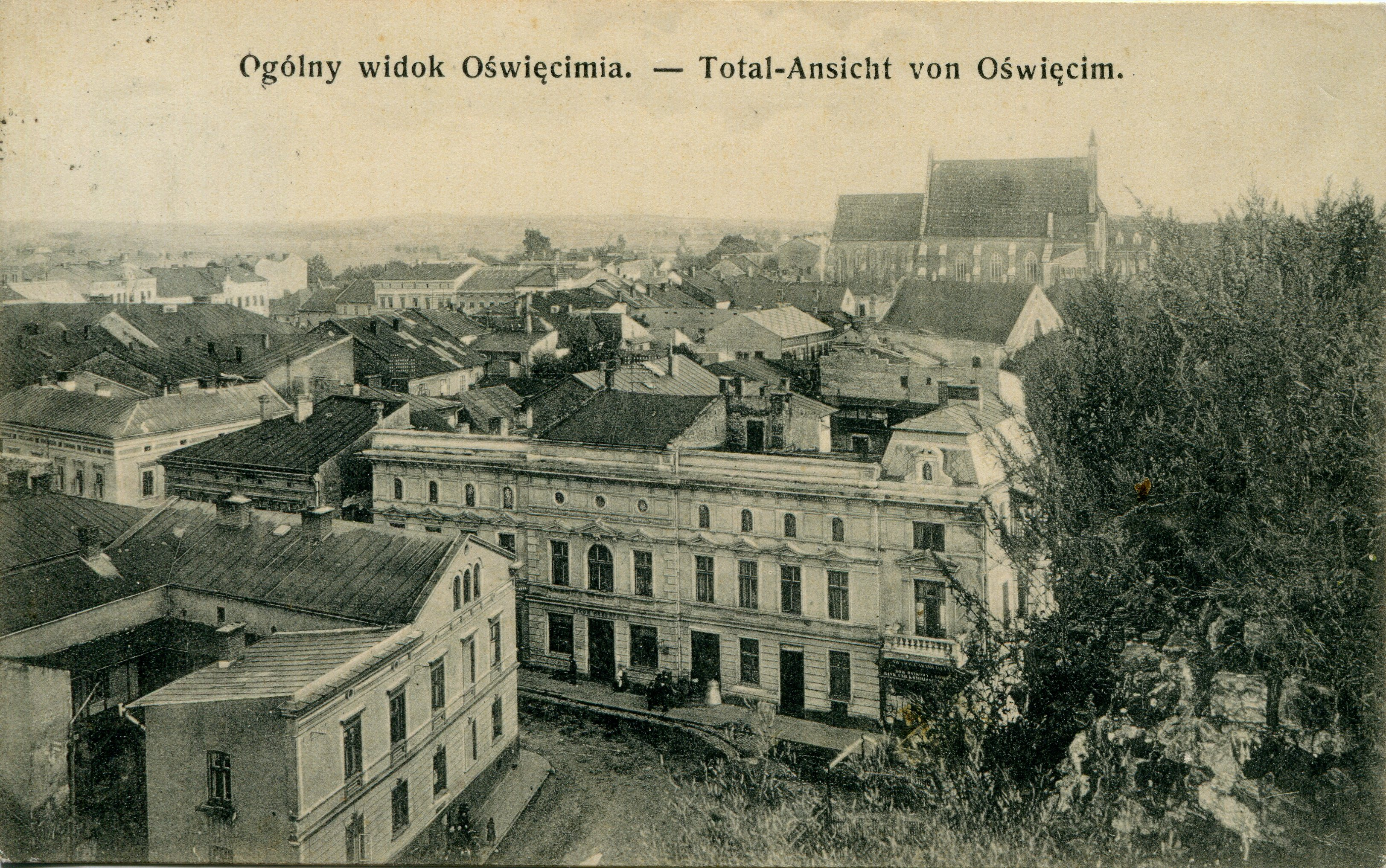
La maison et l'usine de la famille Haberfeld, 1908

En 1804, Jakub Haberfeld (pl) ouvre à Oświęcim sa célèbre usine de vodkas et de liqueurs. Elle ne ferme qu'en 1989. Aujourd'hui, elle abrite un musée consacré à la famille Haberfeld et sa contribution au développement de la région.

### De 1918 à 1938
La ville fait de nouveau partie de l'État polonais ressuscité après la Première Guerre mondiale. Pendant cette période, Oświęcim est un centre industriel et un nœud ferroviaire. 
À la veille de la Seconde Guerre mondiale, Oświęcim compte 7 500 Juifs sur 13 000 habitants. Ils y vivent dans une relative harmonie : les mariages mixtes sont certes rares, mais les écoles et le conseil municipal brassent les habitants de plusieurs confessions.

### Seconde Guerre mondiale
La Seconde Guerre mondiale est la période la plus tragique de l’histoire de la ville. Le 6 septembre 1939, Oświęcim est envahie par les troupes allemandes et est annexée au Troisième Reich en octobre 1939. Ses habitants juifs sont envoyés dans trois ghettos créés alors dans les alentours. 
En octobre 1939, les Allemands chargent le président de la communauté juive locale d'ouvrir à Oświęcim un bureau d'émigration vers la Palestine pour les 60 000 Juifs de Silésie. Mais il ferme en avril 1940, devant la complication des formalités. Dans la nuit du 29 au 30 novembre 1939, les Allemands détruisent la Grande synagogue d'Oświęcim.
Le 27 avril 1940, le chef de la SS Heinrich Himmler choisit le site d'une ancienne caserne de l’armée polonaise à Oświęcim (Auschwitz en Allemand) que les Allemands transforment en camp de concentration (appelé Auschwitz I). La ville est choisie en raison de sa situation au centre de ce que les nazis considèrent comme leur « espace vital » mais aussi en raison de l’existence d’un réseau ferroviaire. C'est alors que naît un vaste projet urbain avec des plantations, des mines et des usines où les détenus du camp travaillent. L'historien français Tal Bruttmann parle d'une « ville idéale du IIIe Reich » avec une énorme zone industrielle et le développement d’une zone agricole et de fermes.
Le 14 juin 1940 arrive dans le camp un premier convoi de 728 prisonniers politiques polonais. Le 1er mars 1941 Himmler inspecte Auschwitz et ordonne son extension. En novembre 1941, les Allemands construisent le gigantesque camp de Birkenau (également appelé Auschwitz II) sur le territoire du village de Brzezinka, distant d'environ trois kilomètres. Le 3 septembre 1941 a lieu le premier assassinat massif au gaz Zyklon B de quelque 600 prisonniers soviétiques et 250 Polonais. Le 20 janvier 1942, la conférence de Wannsee près de Berlin lance la « solution finale », soit l'anéantissement des Juifs européens et les chambres à gaz se mettent à fonctionner à Auschwitz. En 1942, IG Farben ouvre un camp de travail à Monowitz-Buna (nommé aussi Auschwitz III) sur le territoire de la commune Oświęcim à l'est de la ville. 
De 1940 à 1945, plus d'un million de personnes (principalement des Juifs) y sont exterminées.
17 janvier 1945, les SS évacuent le camp devant l'avancée de l'Armée rouge et forcent quelque 60 000 prisonniers à entamer la marche de la mort. Le camp est libéré par l'Armée rouge en janvier 1945 qui y découvre 7 000 survivants. Une partie des installations allemandes de l'ancien camp (camp Zgoda dirigé par Salomon Morel) est aussitôt utilisée par l'Armée rouge pour interner des prisonniers et des civils allemands de Silésie - y compris des femmes et des enfants -, des opposants polonais et des anti-communistes. Les historiens évaluent à 2 000 le nombre de victimes, par mauvais traitement et tortures.

### Régime communiste
Après la guerre, le gouvernent communiste prend possession de l'usine chimique Monowitz-Buna (ou Buna-Werke) qui avait utilisé des prisonniers du camp comme « esclaves du travail ». L'Armée rouge démantèle et envoie en Union Soviétique l'ensemble de l'équipement technique de l'usine. 

### Depuis 1989
Le site d'Auschwitz-Birkenau accueille en 2019 plus de deux millions de visiteurs.

## Monuments historiques de la ville

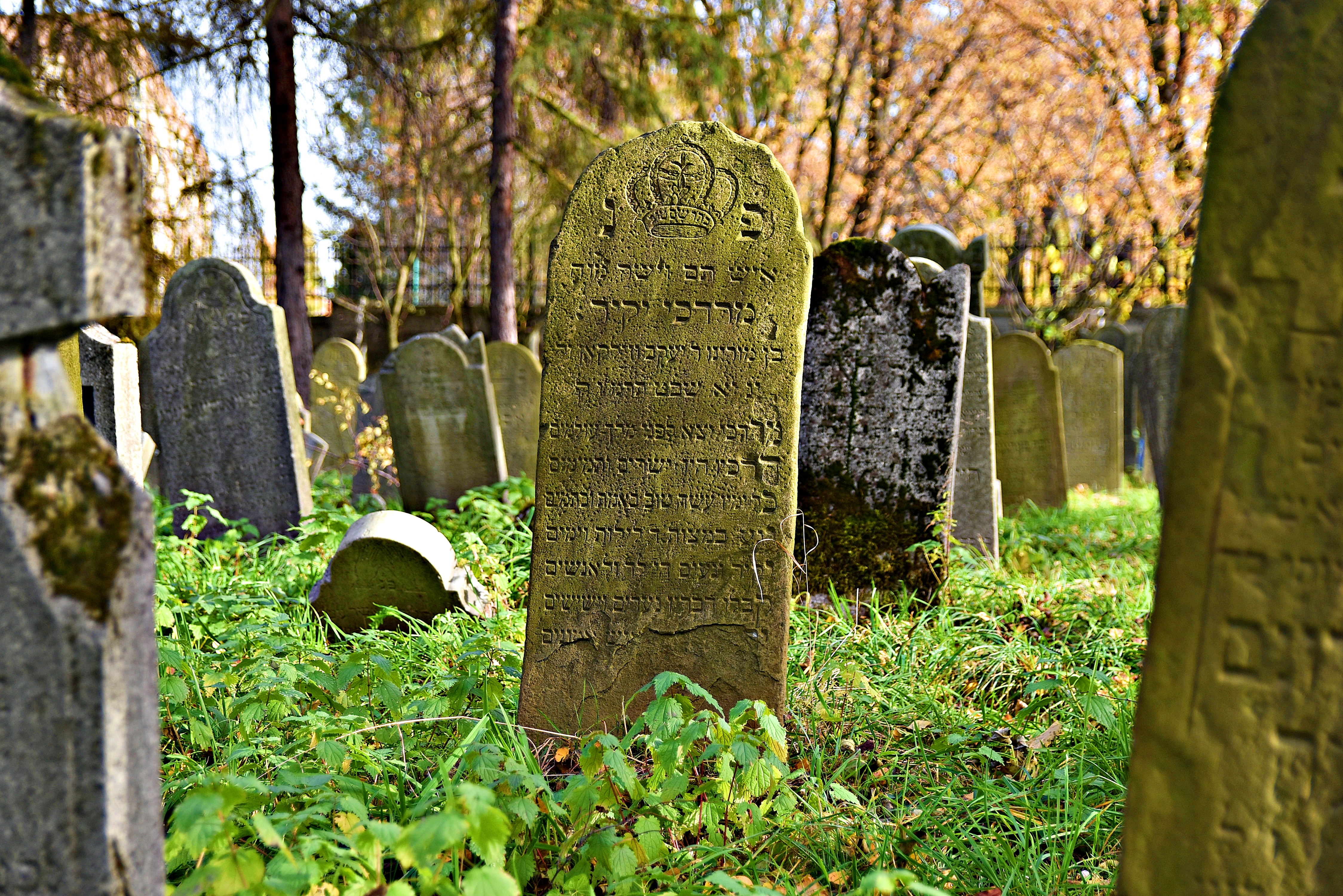
Ancien cimetière juif à Oświęcim

- Le musée et le site du camp Auschwitz-Birkenau.
- Château avec son donjon (XIIIe siècle)[5] (ouvert au public depuis le 1er janvier 2010 après restauration) abrite aujourd'hui un musée qui présente différentes pièces (documents, cartes, monnaies, photographies, objets du quotidien, etc.) témoignant de la vie d'avant-guerre dans la région. Il rassemble notamment une collection d'objets religieux (juifs et chrétiens) et d'autres plus anciens, issus de fouilles archéologiques réalisées dans la région.
- Synagogue Chevra Lomdei Mishnayot - le seul temple juif à proximité de l'ancien camp de KL Auschwitz, servant de lieu de prière, de réflexion et de mémoire[9].
- Cimetière juif – kirkut géré par le Centre juif d'Oświęcim.
- Chapelle Saint Jacques du XIVe siècle.
- Église et la chapelle salésienne du XIVe siècle.

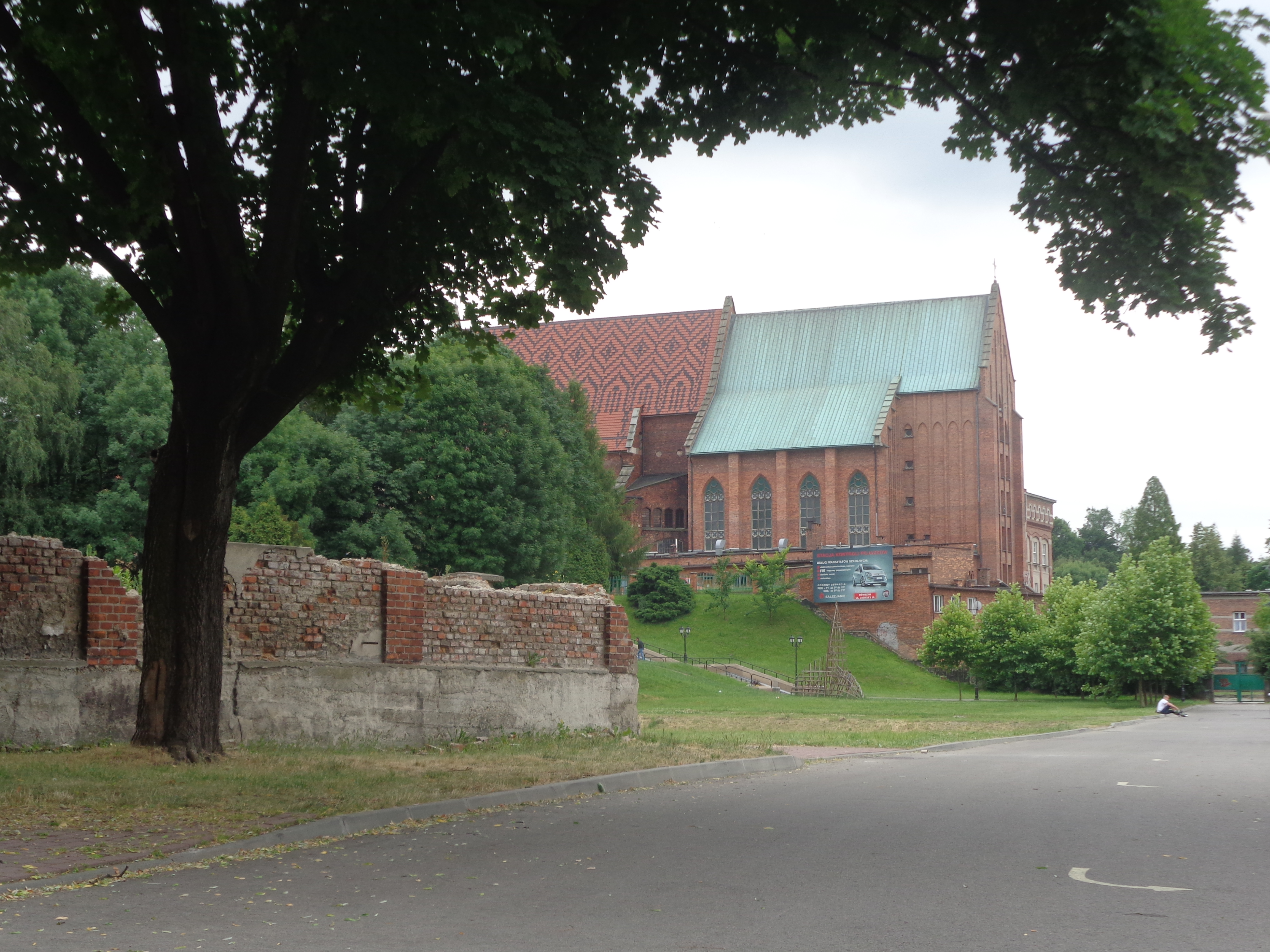
Église de Salésiens à Oświęcim.

## Personnalités
Les personnalités suivantes sont nées à Oświęcim :
- Łukasz Górnicki, écrivain du XVIe siècle ;
- Piotr Gruszka, joueur de volley-ball ;
- Marian Kasperczyk, peintre ;
- Paweł Korzeniowski, nageur ;
- Edward Lepszy (1855-1932), peintre ;
- Przemysław Niemiec, coureur cycliste ;
- Maciej Sadlok, footballeur ;
- Mariusz Siudek, patineur artistique ;
- Arkadiusz Skrzypaszek, athlète ;
- Marcela Świątkowska, linguiste ;
- Victor Zarnowitz, économiste.